# Villemoiron-en-Othe
Villemoiron-en-Othe és un municipi francès situat al departament de l'Aube i a la regió del Gran Est. L'any 2007 tenia 220 habitants.

## Demografia

### Població
El 2007 la població de fet de Villemoiron-en-Othe era de 220 persones. Hi havia 88 famílies de les quals 20 eren unipersonals (20 homes vivint sols), 32 parelles sense fills, 32 parelles amb fills i 4 famílies monoparentals amb fills.
La població ha evolucionat segons el següent gràfic:
Habitants censats

### Habitatges
El 2007 hi havia 148 habitatges, 87 eren l'habitatge principal de la família, 55 eren segones residències i 6 estaven desocupats. Tots els 147 habitatges eren cases. Dels 87 habitatges principals, 70 estaven ocupats pels seus propietaris, 8 estaven llogats i ocupats pels llogaters i 9 estaven cedits a títol gratuït; 2 tenien una cambra, 4 en tenien dues, 16 en tenien tres, 20 en tenien quatre i 45 en tenien cinc o més. 59 habitatges disposaven pel capbaix d'una plaça de pàrquing. A 32 habitatges hi havia un automòbil i a 48 n'hi havia dos o més.

### Piràmide de població
La piràmide de població per edats i sexe el 2009 era:
| Homes | Edats   | Dones |
| ----- | ------- | ----- |
| 0     | 95 o +  | 0     |
| 4     | 90 a 94 | 0     |
| 0     | 85 a 89 | 4     |
| 0     | 80 a 84 | 0     |
| 8     | 75 a 79 | 12    |
| 4     | 70 a 74 | 4     |
| 4     | 65 a 69 | 8     |
| 0     | 60 a 64 | 4     |
| 0     | 55 a 59 | 0     |
| 4     | 50 a 54 | 0     |
| 20    | 45 a 49 | 8     |
| 4     | 40 a 44 | 12    |
| 8     | 35 a 39 | 12    |
| 8     | 30 a 34 | 4     |
| 0     | 25 a 29 | 0     |
| 4     | 20 a 24 | 4     |
| 24    | 15 a 19 | 0     |
| 0     | 10 a 14 | 8     |
| 8     | 5 a 9   | 12    |
| 4     | 0 a 4   | 8     |

## Economia
El 2007 la població en edat de treballar era de 147 persones, 105 eren actives i 42 eren inactives. De les 105 persones actives 95 estaven ocupades (55 homes i 40 dones) i 10 estaven aturades (5 homes i 5 dones). De les 42 persones inactives 13 estaven jubilades, 13 estaven estudiant i 16 estaven classificades com a «altres inactius».

### Ingressos
El 2009 a Villemoiron-en-Othe hi havia 100 unitats fiscals que integraven 252 persones, la mediana anual d'ingressos fiscals per persona era de 18.716 €.

### Activitats econòmiques
Dels 10 establiments que hi havia el 2007, 1 era d'una empresa de fabricació d'altres productes industrials, 1 d'una empresa de construcció, 3 d'empreses de comerç i reparació d'automòbils, 3 d'empreses de transport i 2 d'empreses de serveis.
L'únic servei als particulars que hi havia el 2009 era una lampisteria.
L'any 2000 a Villemoiron-en-Othe hi havia 3 explotacions agrícoles que ocupaven un total de 561 hectàrees.

## Poblacions més properes
El següent diagrama mostra les poblacions més properes.